# John DeCuir
John DeCuir (* 4. Juni 1918 in San Francisco, Kalifornien; † 29. Oktober 1991 in Santa Monica, Kalifornien) war ein US-amerikanischer Filmarchitekt.

## Leben
John DeCuir erhielt nach seiner Ausbildung an der Chouinard Art School Ende der 1930er Jahre eine Anstellung bei Universal Studios und war ab Mitte der 1940er Jahre als Artdirector tätig. 1949 wechselte er zu 20th Century Fox. Für sein Schaffen wurde er insgesamt elf Mal für den Oscar nominiert. Drei Mal erhielt er den Preis, die jeweiligen Filme waren Der König und ich, Cleopatra sowie  Hello, Dolly!. Er arbeitete nur vereinzelt für das Fernsehen, 1978 erhielt er für die Fernsehproduktion Ziegfeld: The Man and His Women den Emmy. Sein letzter Film war Ghostbusters – Die Geisterjäger im Jahre 1984.
Auch sein Sohn John DeCuir junior arbeitet als Szenenbildner und arbeitete unter anderem an Top Gun.

## Filmografie (Auswahl)
- 1947: Zelle R 17 (Brute Force)
- 1948: Im Lande der Kakteen (Mexican Hayride)
- 1948: Stadt ohne Maske (The Naked City)
- 1950: Ärger in Cactus Creek (Curtain Call in Cactus Creek)
- 1951: Mr. Belvederes zweite Jugend (Mr. Belvedere Rings the Bell)
- 1951: The House on Telegraph Hill
- 1951: The Model and the Marriage Broker
- 1952: Schnee am Kilimandscharo (The Snows of Kilimanjaro)
- 1952: Meine Cousine Rachel (My Cousin Rachel)
- 1952: Schwarze Trommeln (Lydia Bailey)
- 1954: Rhythmus im Blut (There's No Business Like Show Business)
- 1955: Daddy Langbein (Daddy Long Legs)
- 1956: Der König und ich (The King and I)
- 1959: Der Fischer von Galiläa (The Big Fisherman)
- 1960: Sieben Diebe (Seven Thieves)
- 1963: Cleopatra
- 1964: Circus-Welt (Circus World)
- 1965: Michelangelo – Inferno und Ekstase (The Agony and the Ecstasy)
- 1966: Venedig sehen - und erben... (The Honey Pot)
- 1967: Der Widerspenstigen Zähmung (The Taming of the Shrew)
- 1969: Hello, Dolly!
- 1970: Einst kommt der Tag... (On a Clear Day You Can See Forever)
- 1970: Die große weiße Hoffnung (The Great White Hope)
- 1977: Jenseits von Mitternacht (The Other Side of Midnight)
- 1979: Ein Mann räumt auf (Love and Bullets)
- 1980: Hebt die Titanic (Raise the Titanic)
- 1982: Tote tragen keine Karos (Dead Men Don’t Wear Plaid)
- 1984: Ghostbusters – Die Geisterjäger (Ghost Busters)

## Auszeichnungen
- 1952: Oscarnominierung für The House on Telegraph Hill
- 1953: Oscarnominierung für Meine Cousine Rachel
- 1953: Oscarnominierung für Schnee am Kilimandscharo
- 1956: Oscarnominierung für Daddy Langbein
- 1957: Oscar für Der König und Ich
- 1959: Oscarnominierung für A Certain Smile
- 1960: Oscarnominierung für Der Fischer von Galiläa
- 1964: Oscar für Cleopatra
- 1966: Oscarnominierung für Inferno und Ekstase
- 1968: Oscarnominierung für Der Widerspenstigen Zähmung
- 1970: Britischer Filmpreis für Hello, Dolly!
- 1970: Oscar für Hello, Dolly!
- 1978: Emmy für Ziegfeld: The Man and His Women